# Maddy Prior
Madelaine Edith Prior (14 de agosto de 1947), de nombre artístico Maddy Prior, es una cantante folk inglesa, más conocida como la vocalista de Steeleye Span.

## Biografía
Nacida en Blackpool. Su padre, Allan Prior, fue el coautor de la obra policial Z Cars, y escribió Stookie, una serie de 6 capítulos para la televisión, sobre un chico con su brazo en cabestrillo. Maddy cantó la canción de los títulos, que fue publicada como sencillo en 1985.
Prior se casó con el bajista Rick Kemp, aunque después se divorció. La cantante Rose Kemp es su hija.

## Comienzos
Se trasladó en sus años adolescentes a St Albans, donde se hizo amiga del joven Donovan Leitch y de Mac MacLeod en el pub The Cock. Más tarde formó un dúo con MacLeod llamado "Mac & Maddy". Se transformó en roadie para visitar a músicos tradicionales estadounidenses como Gary Davis. Estos le dieron el consejo útil de que cantara canciones tradicionales inglesas en vez de canciones estadounidenses.

## Carrera
Después del breve dúo con Mac MacLeod como "Mac & Maddy", en 1966 empieza a actuar con Tim Hart, otro residente en St Albans y juntos grabaron dos álbumes antes de ser los miembros fundadores de Steeleye Span en 1969. Fueron el núcleo del grupo hasta comienzos de los años 80, cuando la salud forzó a Hart a una semi-jubilación. Aparte de la pandereta, las cucharas y el ukelele, Prior no toca ningún instrumento, pero siempre interpreta sus bailes individuales. En 1974 Ralph McTell escribió "Maddy Dances" en su honor, incluida en su álbum Easy.
Prior ha grabado álbumes con sus propias canciones y en diversos estilos del folk, desde temas medievales (con The Carnival Band), a través del folk eléctrico — Steeleye Span y Maddy Prior aparecieron en televisión con un programa regular llamado Electric Folk — prog-rock y canciones tradicionales, incluyendo colaboraciones como en el álbum de Mike Oldfield Incantations. 
Dejó Steeleye Span en 1997 pero regresó en 2002. El álbum The Journey se grabó en 1995, pero no fue publicado hasta cuatro años más tarde en 1999. Formó parte también del dúo Silly Sisters, junto a June Tabor.
Desde 2003, Prior ha creado y dirigido un Centro de Arte llamado Stones Barn en Cumbria. Trabajando con intérpretes y cantantes amigos como Abbie Lathe y su hija Rose Kemp, ha ofrecido los cursos residenciales que se centran en el canto, la meditación, la cocina y la interpretación. Otras actividades, efectuadas por otros profesores, incluyen bailes indígenas clásicos, pintura y percusión.

## Álbumes y giras recientes
Maddy Prior empezó una gira con The Carnival Band en mayo de 2007 bajo el título "Música de Taberna y Capilla". Celebraron el 300º aniversario de una de las influencias claves en su trabajo, Charles Wesley. En diciembre de 2007 fue publicado el álbum Ringing The Changes. 
Participó como invitada con The Levellers en el Solfest Festival en Cumbria en agosto de 2007. En 2008 Maddy apareció en el programa  "Electric Proms" de la BBC. Steeleye Span hizo una gira por el este de los Estados Unidos, Australia y el Reino Unido en 2009.
Con Giles Lewin y Hannah James, Prior completó dos giras por el Reino Unido en la primavera y otoño de 2012, y una tercera en el otoño de 2013.
En noviembre y diciembre de 2013, volvió a hacer una gira otra vez con Steeleye Span, el Wintersmith Tour, siguiendo a la publicación en octubre de su álbum Wintersmith, un proyecto colaborativo basado en la novela del mismo nombre de Terry Pratchett.

## Premios
En 2001 a Maddy Prior le fue otorgado el MBE por sus servicios a la música música.
En 2014 recibió el título de Miembro Honorario de la Universidad de Cumbria.

## Discografía

### Con Steeleye Span
Prior participó en todos los álbumes de Steeleye Span desde Hark! The Village Wait (1970) a Time (1996).  Volvió a partir del álbum Present – The Very Best of Steeleye Span (2002) y continuó en todos los siguientes.

### Álbumes en solitario
- Woman in the Wings (1978) — con Jethro Tull
- Changing Winds (1978)
- Hooked on Winning (1982)
- Going for Glory (1983)
- Happy Families (como 'Maddy Prior and Rick Kemp') (1990)
- Year (1993)
- Memento (best of) (1995)
- Flesh and Blood (1997)
- Ravenchild (1999)
- Ballads and Candles (2000)
- Arthur the King (2001)
- Bib and Tuck (2002) — como 'Maddy Prior And The Girls' con Abbie Lathe and Rose Kemp
- Lionhearts (2003)
- Under the Covers (2005) — como 'Maddy + Girls' con Abbie Lathe and Claudia Gibson
- The Quest (2007) (CD + DVD)
- Seven for Old England (2008)

### Recopilación
- Collections 1995 – 2005 (2005)

### Tim Hart and Maddy Prior
- Folk Songs of Olde England vol 1 (1968)
- Folk Songs of Olde England vol 2 (1968)
- Summer Solstice (1971)

### Maddy Prior and June Tabor
- Silly Sisters (1976)
- No More To The Dance (1988)

### Maddy Prior, John Kirkpatrick and Sydney Carter
- Lovely in the Dances (1981)

### Maddy Prior and The Carnival Band
- A Tapestry of Carols (1986)
- Sing Lustily and with Good Courage (1990)
- Carols and Capers (1991)
- Hang Up Sorrow and Care (1995)
- Carols at Christmas (1996)
- Gold Frankincense and Myrrh (2001)
- An Evening of Carols and Capers (2006)
- Paradise Found (2007)
- Ringing the Changes (2007)

### Maddy Prior and Martin Carthy
- Beat the Retreat (1994) Maddy Prior and Martin Carthy tocan dos canciones "Farewell, Farewell", y "The Great Valerio" en el álbum de tributo a Richard Thompson.

### Maddy Prior, Giles Lewin and Hannah James
- 3 for Joy (2012)

### Singles
- "Rollercoaster" / "I Told You So" (1978)
- "Baggy Pants" / "Woman in the Wings" (1978)
- "Just the Two of Us" / "Acappella Stella" (1979)
- "Wake up England" / "Paradise" (1980)
- "The King" / "Ringing Down the Years" (1980) (con Dave Cousins/Strawbs)
- "To Face" / "Half Listening" (1982)
- "Deep in the Darkest Night" / "Western Movies" (1983)
- "Stookie" / "Incidental Music From "Stookie"" (1985)
- "Happy Families" / "Who's Sorry Now?" (1990)
- "I Saw Three Ships" / "Quem Pastores" / "Monsieur Charpentier's Christmas Swing" (1991) (con The Carnival Band)
- "I Saw Three Ships (Dance Doctor's Christmas Re-Mix)" / "The Boar's Head" / "Poor Little Jesus" (1992)
- "All Around My Hat" (1996) (con Status Quo)
- "Forgiveness" (2000) (con Jennifer Cutting All-Stars)
- "Gaudete" / "Greenwood Side" / "Gaudete (extended mix)" (2001) (with Keltic Fusion)
- "Stuff" (2007) (con The Carnival Band and Terry Jones)

### DVD
- Ballads and Candles (2004)
- An Evening of Carols and Capers (2005)
- Looking For a Grail Legend (2007) (documentary)

### Como cantante invitada
Aparece en estos álbumes:
- Shirley Collins: No Roses (1971)
- Jack the Lad: It's Jack the Lad (1974)
- Ralph McTell: Streets... (1975)
- Jethro Tull: Too Old to Rock 'n' Roll: Too Young to Die! (1976)
- Wizz Jones: Magical Flight (1977)
- Mandalaband: The Eye of Wendor: Prophecies (1978) on the track Like the Wind
- Mike Oldfield: Incantations (1978)
- Mike Oldfield: Exposed (1979) live album, reeditado en 2005 en DVD-Video
- Tim Hart and Friends: My Very Favourite Nursery Rhymes (1981)
- Tim Hart and Friends: The Drunken Sailor and other Kids Favourites (1983)
- Swan Arcade: Diving for Pearls (1986)
- Frankie Armstrong: Till The Grass O'Ergrew The Corn (1996)
- Status Quo: "Don't Stop" (1996)
- Rev Hammer's Freeborn John: The Story of John Lilburne-The Leader of the Levellers (1997)
- Ayuo: Nova Carmina (1986) (Maddy Prior canta dos canciones de Carmina Burana)
- Jennifer Cutting: Ocean: Songs for the Night Sea Journey (2005)
- Rev Hammer — Freeborn John Live (2007)

### Televisión
- BBC Wildlife on One: Shadow of the Hare 12 April 1993